# モンセフ・マルズーキ
モンセフ・マルズーキ（アラビア語: المنصف المرزوقي, ラテン文字転写: al-Munṣif al-Marzūqī、1945年7月7日 - ）は、チュニジアの人権活動家、内科医、政治家。2011年12月12日に制憲議会で同国大統領に選出され、3年間務めた。

## 人権活動
グロンバリアに生まれ、フランスのストラスブール大学で薬学を学んだ。1979年に帰国すると、スースにコミュニティ・メディシン・センターを設立する一方、児童虐待防止のためのアフリカ・ネットワークを結成した。チュニジア人権同盟にも加わった。マハトマ・ガンジーの非暴力抵抗運動を学ぶためインドを旅し、アパルトヘイトから転換した南アフリカ共和国も訪ねた。

## 政治活動
1991年に政府がイスラーム主義政党のナフダに徹底した弾圧を加えると、マルズーキは彼に法を順守させようとして呼びよせたザイン・アル＝アービディーン・ベン・アリー大統領と対決した。1993年には「良心の囚人の国家防衛委員会」創立委員となったが、委員会が政権の支持者に乗っ取られたのち辞めさせられた。虚偽報道の喧伝や、禁止されているイスラーム主義団体に関与したかどで、何回か起訴もされた。その後、自由国民委員会を結成。アラブ人権委員会の委員長に就任し、2011年1月17日現在、その役員でもある。
2001年に設立した共和国のための会議(CPR)は、2002年にその活動が禁止された後は、フランスに移って活動を続けた。
ジャスミン革命でベン・アリー大統領が亡命したのを受けて、マルズーキはチュニジアへの帰国と大統領選への立候補の意思があることを表明した。

## 大統領職
2011年12月12日、チュニジアの制憲国民議会は賛成155票、反対3票、棄権42票でマルズーキを暫定大統領に選出した。棄権は野党のボイコットによるもので、新憲法を非民主的だと指摘していた。
就任から一夜明けた12月14日には、ナフダのハンマーディー・ジバーリーを首相に指名した。ジバーリー内閣は12月20日に発足した。
2012 年、マルズーキはチュニジアとリビアの合併を呼びかけた。.
その後、マルズーキは2014年3月にジャスミン革命以降発令され続けていた非常事態令を解除し、翌月には財政状況の悪化を理由に自身の報酬を従来の3分の2に削減した。また、同年にはチュニジアにおけるいわゆるアラブの春を成功に導いた功績を評価されて、ノルウェー放送協会 (NRK) からノーベル平和賞の最有力候補に挙げられた。同年12月末に大統領を退任。
2021年11月、モンセフマルズーキは、国家の安全を危険にさらしたとして国際的な逮捕状の対象となった。

### 「神への冒とく」判決問題
2012年3月28日、2人の男が「神への冒とく」によって有罪判決を受け、7年半の懲役刑に服することになった。2人はネット上に、預言者ムハンマドと妻アーイシャがセックスをしているイメージ画を投稿していた。マルズーキは5月のアルジャジーラ英語版とのインタビューで、この一件によって、チュニジアにおける市民の自由が脅威に晒されているとは感じないと答えた。
5月3日にはさらに、ネスマTVオーナーのナビール・カルーイなど3名が「神への冒とく」と「公序良俗をかく乱した」かどで有罪となった。ネスマTVは、神の視覚表現がある2007年の映画「ペルセポリス」の吹き替え版を放送することにしていた。責任者であるカルーイには2400ディナール、映画の吹き替え制作に携わった放送局の番組編成ディレクターと女性団体代表にはそれぞれ1200ディナールが罰金として科せられた。この件について、マルズーキはチュニスの大統領宮殿で記者らに「この評決は、チュニジアのイメージを悪くするのではないか。いま、チュニジアについて話している世界中の人々は、もれなくこのことを話題にしているだろう」と述べた。